# Legacies
Legacies (englisch für ‚Vermächtnisse‘) ist eine US-amerikanische Fernsehserie, die von Julie Plec kreiert wurde und vom 25. Oktober 2018 bis zum 16. Juni 2022 bei The CW erstausgestrahlt wurde. Sie ist ein Ableger von The Originals, das selbst ein Ableger von Vampire Diaries ist, und erzählt auch von Figuren aus beiden Serien.

## Handlung
Im Fokus von Legacies steht Hope Mikaelson, die Tochter von Klaus Mikaelson und Hayley Marshall, die von den mächtigsten Vampiren, Werwölfen und Hexen abstammt. Die Sendung setzt zwei Jahre nach dem Ende von The Originals an. Die 17-jährige Hope besucht die Salvatore Boarding School für übernatürliche Wesen. Die Schule bietet Zuflucht für übernatürliche Wesen, wo sie lernen mit ihren Fähigkeiten umzugehen.

## Produktion
Im August 2017 wurden Gespräche mit Julie Plec bekannt für einen Ableger von The Originals über Hope Mikaelson. Im Januar 2018 wurde eine Pilotfolge bestellt, deren Drehbuch von Plec stammt. Im März 2018 wurde statt einer richtigen Pilotfolge eine 15-minütige Präsentation auf The CW angekündigt. Außerdem wurde angekündigt, dass Matthew Davis seine Rolle aus Vampire Diaries wieder aufnehmen würde. Auch Danielle Rose Russell wurde für ihre Rolle als Hope Mikaelson bestätigt. Des Weiteren wurde die Besetzung von Quincy Fouse, Jenny Boyd, Kaylee Bryant und Aria Shahghasemi bestätigt.
Im Mai gab CW dem Projekt grünes Licht für die Produktion einer 13-teiligen ersten Staffel. Auf der San Diego Comic-Con im Juli 2018 wurde mitgeteilt, dass Paul Wesley bei einer Folge Regie führen werde und Zach Roerig und Steven R. McQueen für Gastauftritte ihre Rollen wieder verkörpern würden. Im November 2018 bestellte CW drei weitere Episoden, womit die erste Staffel auf insgesamt 16 Episoden kommt. Im Januar 2019 wurde die Serie um eine zweite Staffel mit zwanzig Folgen bestellt, infolge des Produktionsstopps aufgrund der COVID-19-Pandemie musste diese Staffel jedoch bereits nach sechzehn Folgen beendet werden. Im Januar 2020 verlängerte The CW die Serie um eine dritte Staffel, deren Ausstrahlung in den USA – ebenfalls aufgrund der Pandemie – erst am 21. Januar 2021 startete. Im Februar 2021 wurde die Serie um eine vierte Staffel verlängert.
Im Mai 2022 wurde die Absetzung der Serie nach der vierten Staffel bekannt.

## Besetzung und Synchronisation
| Figur                       | Schauspieler          | Hauptrolle (Folgen) | Nebenrolle (Folgen) | Deutscher Sprecher        |
| --------------------------- | --------------------- | ------------------- | ------------------- | ------------------------- |
| Hope Andrea Mikaelson       | Danielle Rose Russell | 1.01–4.20           |                     | Jodie Blank               |
| Landon Kirby                | Aria Shahghasemi      | 1.01–4.20           |                     | Karim El Kammouchi        |
| Josette „Josie“ Saltzman    | Kaylee Bryant         | 1.01–4.09           |                     | Lisa May-Mitsching        |
| Elizabeth „Lizzie“ Saltzman | Jenny Boyd            | 1.01–4.20           |                     | Daniela Molina Lisa Braun |
| Rafael Waithe               | Peyton Alex Smith     | 1.01–3.02           | 4.03                | Jannik Endemann           |
| Milton „MG“ Greasley        | Quincy Fouse          | 1.01–4.20           |                     | Sebastian Kluckert        |
| Alaric Saltzman             | Matthew Davis         | 1.01–4.20           |                     | Alexander Doering         |
| Kaleb Hawkins               | Chris Lee             | 2.10–4.20           | 1.02–2.09           | Tim Sander                |
| Jedidiah „Jed“ Tien         | Ben Levin             | 3.01–4.20           | 1.04–2.16           | Amadeus Strobl            |
| Ethan Machado               | Leo Howard            | 3.01–4.20           | 2.02, 2.03, 2.06    | Patrick Keller            |
| Cleo Sowande                | Omono Okojie          | 4.05–4.20           | 3.04–4.04           | Ronja Peters              |
| Ben                         | Zane Phillips         | 4.09–4.20           |                     | Tobias Müller             |

| Figur                     | Schauspieler         | Auftritt                                                           | Deutscher Sprecher |
| ------------------------- | -------------------- | ------------------------------------------------------------------ | ------------------ |
| Dorian Williams           | Demetrius Bridges    | 1.01–2.13, 3.06–3.15, 4.03                                         | Nico Sablik        |
| Penelope Park             | Lulu Antariksa       | 1.01–1.14                                                          | Sarah Alles        |
| Emma Tig                  | Karen David          | 1.02–2.14, 3.15, 4.05                                              | Daniela Hoffmann   |
| Dana Lilien               | Katie Garfield       | 1.02–1.04, 1.10                                                    | Moira May          |
| Connor                    | Sam Ashby            | 1.02–1.04, 1.10                                                    | Paul-Lino Krenz    |
| The Necromancer/Ted       | Ben Geurens          | 1.06–1.07, 2.08–3.12, 4.04, 4.06, 4.08–4.10, 4.12, 4.14, 4.16–4.18 | Marco Kröger       |
| Ryan Clarke               | Nick Fink            | 1.08–2.08, 3.09, 3.11, 3.14–3.16, 4.02, 4.06                       | Lasse Dreyer       |
| Veronica Greasley         | Erica Ash            | 1.13–1.16                                                          | Claudia Gáldy      |
| Kym Hawkins               | Ebboney Wilson       | 2.01–2.11                                                          | Isabella Vinet     |
| Sherriff „Mac“ Machado    | Bianca Kajlich       | 2.01–3.04                                                          | Anna Dramski       |
| Alyssa Chang              | Olivia Liang         | 2.02–3.07                                                          | Josephine Schmidt  |
| Maya                      | Bianca A. Santos     | 2.02–2.04, 4.11, 4.19                                              | Marieke Oeffinger  |
| Professor Rupert Vardemus | Alexis Denisof       | 2.02–2.15, 4.10, 4.14                                              | Bernd Vollbrecht   |
| Sebastian                 | Thomas Doherty       | 2.02–2.13                                                          | Patrick Baehr      |
| Chad                      | Charles Jazz Terrier | 2.02–3.01                                                          | Roman Wolko        |
| Wade Rivers               | Elijah B. Moore      | 2.03–4.20                                                          | Lucas Wecker       |
| Jade                      | Giorgia Whigham      | 2.12–2.14, 3.03                                                    | Lara Trautmann     |
| Finch                     | Courtney Bandeko     | 3.05–4.20                                                          | Lea Kalbhenn       |
| Jen                       | Piper Curda          | 4.10–4.20                                                          | Isabella Vinet     |
| Ken                       | Luke Mitchell        | 4.14, 4.16–4.19                                                    |                    |

| Figur             | Schauspieler          | Auftritt                        | Deutscher Sprecher |
| ----------------- | --------------------- | ------------------------------- | ------------------ |
| Matt Donovan      | Zach Roerig           | 1.01, 1.04                      | Tim Knauer         |
| Jeremy Gilbert    | Steven R. McQueen     | 1.03                            | Julius Jellinek    |
| Josette Laughlin  | Jodi Lyn O’Keefe      | 1.06                            | Svantje Wascher    |
| Roman Sienna      | Jedidiah Goodacre     | 1.14–1.15                       |                    |
| Freya Mikaelson   | Riley Voelkel         | 2.06, 4.03, 4.15                | Ulrike Stürzbecher |
| Kai Parker        | Chris Wood            | 2.12–2.13                       | Wanja Gerick       |
| Caroline Forbes   | Candice King          | 3.03, 4.20                      | Yvonne Greitzke    |
| Hope Marshall     | Summer Fontana        | 3.15, 4.05                      | Derya Flechtner    |
| Rebekah Mikaelson | Claire Holt           | 4.05, 4.15                      | Nicole Hannak      |
| Aurora de Martel  | Rebecca Breeds        | 4.08–4.09, 4.11–4.15, 4.17–4.19 | Jana Kozewa        |
| Marcel Gerard     | Charles Michael Davis | 4.15                            | Bernd Egger        |
| Kol Mikaelson     | Nathaniel Buzolic     | 4.15                            | Patrick Baehr      |
| Klaus Mikaelson   | Joseph Morgan         | 4.20                            |                    |

1. ↑  Nur Stimme

## Episodenliste

### Staffel 1
| Nr. (ges.) | Nr. (St.) | Deutscher Titel                              | Originaltitel                                 | Erstausstrahlung USA | Deutschsprachige Erstausstrahlung (D) | Regie               | Drehbuch                                                 |
| ---------- | --------- | -------------------------------------------- | --------------------------------------------- | -------------------- | ------------------------------------- | ------------------- | -------------------------------------------------------- |
| 1          | 1         | Alte Freunde?                                | This Is the Part Where You Run                | 25. Okt. 2018        | 14. Nov. 2019                         | Chris Grismer       | Julie Plec                                               |
| 2          | 2         | Mehr als nur ein Spiel                       | Some People Just Want to Watch the World Burn | 1. Nov. 2018         | 21. Nov. 2019                         | Michael A. Allowitz | Brett Matthews, Julie Plec                               |
| 3          | 3         | Mythen und Fakten                            | We’re Being Punked, Pedro                     | 8. Nov. 2018         | 28. Nov. 2019                         | Carol Banker        | Julie Plec, Sherman Payne                                |
| 4          | 4         | Hope ist kein Idol                           | Hope Is Not the Goal                          | 15. Nov. 2018        | 5. Dez. 2019                          | Chris Grismer       | Bryce Ahart, Stephanie McFarlane Idee: Brett Mathews     |
| 5          | 5         | Malivore                                     | Malivore                                      | 29. Nov. 2018        | 12. Dez. 2019                         | Michael Karasick    | Thomas Brandon, Penny Cox                                |
| 6          | 6         | Geliebte Mombie                              | Mombie Dearest                                | 6. Dez. 2018         | 19. Dez. 2019                         | Geoffrey Wing Shotz | Marguerite MacIntyre                                     |
| 7          | 7         | Der Tod klopft an                            | Death Keeps Knocking on My Door               | 13. Dez. 2018        | 2. Jan. 2020                          | Angela Gomes        | Julie Plec                                               |
| 8          | 8         | Das große Vergessen                          | Maybe I Should Start from the End             | 24. Jan. 2019        | 9. Jan. 2020                          | Nathan Hope         | Brett Matthews                                           |
| 9          | 9         | Warum war Hope in deinen Träumen?            | What Was Hope Doing in Your Dreams?           | 31. Jan. 2019        | 16. Jan. 2020                         | Darren Grant        | Penny Cox                                                |
| 10         | 10        | Reise durch die Welten                       | There’s a World Where Your Dreams Came True   | 7. Feb. 2019         | 23. Jan. 2020                         | John Hyams          | Brett Matthews, Josh Schaer                              |
| 11         | 11        | Die große Talentshow                         | We’re Gonna Need a Spotlight                  | 21. Feb. 2019        | 30. Jan. 2020                         | Barbara Brown       | Thomas Brandon, Penny Cox                                |
| 12         | 12        | Die Mumie                                    | There’s a Mummy on Main Street                | 28. Feb. 2019        | 6. Feb. 2020                          | Julie Plec          | Marguerite MacIntyre, Sherman Payne                      |
| 13         | 13        | Der Junge, der noch so viel Gutes tun wollte | The Boy Who Still Has a Lot of Good to Do     | 7. März 2019         | 13. Feb. 2020                         | Paul Wesley         | Bryce Ahart, Stephanie McFarlane Idee: Mark Ryan Walberg |
| 14         | 14        | Miss Mystic Falls                            | Let’s Just Finish the Dance                   | 14. März 2019        | 20. Feb. 2020                         | Geoffrey Wing Shotz | Sherman Payne                                            |
| 15         | 15        | Ich erzähle dir eine Geschichte              | I’ll Tell You a Story                         | 21. März 2019        | 27. Feb. 2020                         | Tony Solomons       | Thomas Brandon                                           |
| 16         | 16        | Es gibt immer ein Schlupfloch                | There’s Always a Loophole                     | 28. März 2019        | 27. Feb. 2020                         | Mary Lou Belli      | Brett Matthews                                           |

### Staffel 2
| Nr. (ges.) | Nr. (St.) | Deutscher Titel                                | Originaltitel                                          | Erstausstrahlung USA | Deutschsprachige Erstausstrahlung (D) | Regie               | Drehbuch                            |
| ---------- | --------- | ---------------------------------------------- | ------------------------------------------------------ | -------------------- | ------------------------------------- | ------------------- | ----------------------------------- |
| 17         | 1         | Zwischen Dunkelheit und Hoffnung               | I’ll Never Give Up Hope                                | 10. Okt. 2019        | 6. Nov. 2020                          | Julie Plec          | Julie Plec, Brett Matthews          |
| 18         | 2         | In diesem Jahr wird alles anders               | This Year Will Be Different                            | 17. Okt. 2019        | 13. Nov. 2020                         | Jeffrey Hunt        | Thomas Brandon                      |
| 19         | 3         | Du erinnerst mich an jemanden                  | You Remind Me of Someone I Used to Know                | 24. Okt. 2019        | 20. Nov. 2020                         | Michael A. Allowitz | Brett Matthews, Adam Higgs          |
| 20         | 4         | Seit wann sprichst du Japanisch?               | Since When Do You Speak Japanese?                      | 7. Nov. 2019         | 27. Nov. 2020                         | Geoffrey Wing Shotz | Penny Cox                           |
| 21         | 5         | Game Over                                      | Screw Endgame                                          | 14. Nov. 2019        | 4. Dez. 2020                          | Barbara Brown       | Brett Matthews, Thomas Brandon      |
| 22         | 6         | Der Geheimnisjäger                             | That’s Nothing I Had to Remember                       | 21. Nov. 2019        | 11. Dez. 2020                         | Bola Ogun           | Adam Higgs, Josh Eiserike           |
| 23         | 7         | Das Orakel                                     | It Will All Be Painfully Clear Soon Enough             | 5. Dez. 2019         | 18. Dez. 2020                         | Lauren Petzke       | Jimmy Mosqueda, Cynthia Adarkwa     |
| 24         | 8         | Stille Nacht, Grausame Nacht                   | This Christmas Was Surprisingly Violent                | 12. Dez. 2019        | 25. Dez. 2020                         | Brett Matthews      | Brett Matthews, Hannah Rosner       |
| 25         | 9         | Ohne deine Hilfe, hätte ich es nicht geschafft | I Couldn’t Have Done This Without You                  | 16. Jan. 2020        | 1. Jan. 2021                          | Carl Seaton         | Thomas Brandon, Hannah Rosner       |
| 26         | 10        | Alyssas Rache                                  | This Is Why We Don’t Entrust Plans to Muppet Babies    | 23. Jan. 2020        | 8. Jan. 2021                          | America Young       | Adam Higgs, Josh Eiserike           |
| 27         | 11        | Amors Pfeile                                   | What Cupid Problem?                                    | 30. Jan. 2020        | 15. Jan. 2021                         | Darren Grant        | Penny Cox, Cynthia Adarkwa          |
| 28         | 12        | Kai Parker hat uns verarscht                   | Kai Parker Screwed Us                                  | 6. Feb. 2020         | 22. Jan. 2021                         | Angela Barnes Gomes | Brett Matthews, Thomas Brandon      |
| 29         | 13        | Ein neuer Held erhebt sich                     | You Can’t Save Them All                                | 13. Feb. 2020        | 29. Jan. 2021                         | Jeffrey Hunt        | Brett Matthews, Thomas Brandon      |
| 30         | 14        | Das Spiel                                      | There’s a Place Where the Lost Things Go               | 12. März 2020        | 5. Feb. 2021                          | Michael Karasick    | Brett Matthews, Mark Ryan Walberg   |
| 31         | 15        | Das Duell der Schwestern                       | Life Was So Much Easier When I Only Cared About Myself | 19. März 2020        | 12. Feb. 2021                         | Lauren Petzke       | Adam Higgs, Jimmy Mosqueda          |
| 32         | 16        | Ein Märchen voller Dunkelheit                  | Facing Darkness is Kinda My Thing                      | 26. März 2020        | 19. Feb. 2021                         | Michael Karasick    | Thomas Brandon, Sylvia Batey Alcalá |

### Staffel 3
| Nr. (ges.) | Nr. (St.) | Deutscher Titel                   | Originaltitel                                                     | Erstausstrahlung USA | Deutschsprachige Erstausstrahlung (D) | Regie                      | Drehbuch                       |
| ---------- | --------- | --------------------------------- | ----------------------------------------------------------------- | -------------------- | ------------------------------------- | -------------------------- | ------------------------------ |
| 33         | 1         | Wir sind unwürdig                 | We’re Not Worthy                                                  | 21. Jan. 2021        | 16. Sep. 2021                         | Jeffrey Hunt               | Penny Cox, Cynthia Adarkwa     |
| 34         | 2         | Abschiede sind scheiße            | Goodbyes Sure Do Suck                                             | 28. Jan. 2021        | 16. Sep. 2021                         | Eric Dean Seaton           | Benjamin Raab, Deric A. Hughes |
| 35         | 3         | Salvatore: Das Musical            | Salvatore: The Musical!                                           | 4. Feb. 2021         | 23. Sep. 2021                         | Jason Stone                | Thomas Brandon                 |
| 36         | 4         | Halt mich fest!                   | Hold on Tight                                                     | 11. Feb. 2021        | 23. Sep. 2021                         | Jeffrey Hunt               | Brett Matthews                 |
| 37         | 5         | Was es auch kosten mag            | This Is What It Takes                                             | 18. Feb. 2021        | 30. Sep. 2021                         | Darren Grant, Jeffrey Hunt | Brett Matthews                 |
| 38         | 6         | An Unbekannt                      | To Whom It May Concern                                            | 11. März 2021        | 30. Sep. 2021                         | Lauren Petzke              | Thomas Brandon                 |
| 39         | 7         | Der Kobold                        | Yup, It’s a Leprechaun, All Right                                 | 18. März 2021        | 7. Okt. 2021                          | Tony Griffin               | Penny Cox, Cynthia Adarkwa     |
| 40         | 8         | Charon, der Fährmann              | Long Time, No See                                                 | 25. März 2021        | 7. Okt. 2021                          | Geoffrey Wing Shotz        | Benjamin Raab, Deric A. Hughes |
| 41         | 9         | Das süße Monster                  | Do All Malivore Monsters Provide This Level of Emotional Insight? | 8. Apr. 2021         | 14. Okt. 2021                         | Barbara Brown              | Brett Matthews, Adam Higgs     |
| 42         | 10        | Die Muse der Inspiration          | All’s Well That Ends Well                                         | 15. Apr. 2021        | 14. Okt. 2021                         | Jeffrey Hunt               | Thomas Brandon, Price Peterson |
| 43         | 11        | Schlimme Erinnerungen             | You Can’t Run from Who You Are                                    | 6. Mai 2021          | 21. Okt. 2021                         | Trevor E.S. Juarez         | Adam Higgs, Hannah Rosner      |
| 44         | 12        | Geboren, um dich zu lieben        | I Was Made to Love You                                            | 13. Mai 2021         | 21. Okt. 2021                         | Michael A. Allowitz        | Brett Matthews                 |
| 45         | 13        | Eines Tages wirst du es verstehen | One Day You Will Understand                                       | 20. Mai 2021         | 28. Okt. 2021                         | Bola Ogun                  | Cynthia Adarkwa                |
| 46         | 14        | Auf dem Weg zur Erleuchtung       | This Feels a Little Cult-y                                        | 10. Juni 2021        | 28. Okt. 2021                         | America Young              | Penny Cox                      |
| 47         | 15        | Eine neue Hope                    | A New Hope                                                        | 17. Juni 2021        | 4. Nov. 2021                          | Brett Matthews             | Brett Matthews, Thomas Brandon |
| 48         | 16        | Dieses verfluchte Schicksal       | Fate’s a Bitch, Isn’t It?                                         | 24. Juni 2021        | 4. Nov. 2021                          | Jeffrey Hunt               | Benjamin Raab, Deric A. Hughes |

### Staffel 4
| Nr. (ges.) | Nr. (St.) | Deutscher Titel                     | Originaltitel                                            | Erstausstrahlung USA | Deutschsprachige Erstausstrahlung (D) | Regie                  | Drehbuch                                        |
| ---------- | --------- | ----------------------------------- | -------------------------------------------------------- | -------------------- | ------------------------------------- | ---------------------- | ----------------------------------------------- |
| 49         | 1         | Du musst dich entscheiden           | You Have to Pick One This Time                           | 14. Okt. 2021        | 23. Aug. 2022                         | Tony Solomons          | Mark Ryan Walberg                               |
| 50         | 2         | Teamarbeit                          | There’s No I In Team, or Whatever                        | 21. Okt. 2021        | 23. Aug. 2022                         | Michael Karasick       | Adam Higgs, Hannah Rosner                       |
| 51         | 3         | Der Tag ist gekommen                | We All Knew This Day Was Coming                          | 28. Okt. 2021        | 30. Aug. 2022                         | Lauren Petzke          | Courtney Grace, J.P. Estes Idee: Thomas Brandon |
| 52         | 4         | Wir sehen uns auf der anderen Seite | See You On The Other Side                                | 4. Nov. 2021         | 30. Aug. 2022                         | Jeffrey Hunt           | Brett Matthews, Sylvia Batey Alcalá             |
| 53         | 5         | Verschwundene Menschlichkeit        | I Thought You’d Be Happier to See Me                     | 11. Nov. 2021        | 6. Sep. 2022                          | Lauren Petzke          | Brett Matthews                                  |
| 54         | 6         | Der Weg in den Frieden              | You’re a Long Way from Home                              | 18. Nov. 2021        | 6. Sep. 2022                          | America Young          | Thomas Brandon, Kimberly Ndombe                 |
| 55         | 7         | Ein Ort fernab der Gewalt           | Someplace Far Away from All This Violence                | 2. Dez. 2021         | 13. Sep. 2022                         | Barbara Brown          | Jose Molina, Hannah Rosner                      |
| 56         | 8         | Du wirst dich an mich erinnern      | You Will Remember Me                                     | 9. Dez. 2021         | 13. Sep. 2022                         | Nimisha Mukerji        | Brett Matthews, Layne Morgan                    |
| 57         | 9         | Der neue alte Körper                | I Can’t Be the One to Stop You                           | 16. Dez. 2021        | 20. Sep. 2022                         | Morenike Joela Evans   | Benjamin Raab, Deric A. Hughes                  |
| 58         | 10        | Die Geschichte meines Lebens        | The Story of My Life                                     | 24. Feb. 2022        | 20. Sep. 2022                         | Jeffrey Hunt           | Brett Matthews, Price Peterson                  |
| 59         | 11        | Folge meiner Stimme                 | Follow the Sound of My Voice                             | 3. März 2022         | 20. Sep. 2022                         | Tony Griffin           | Thomas Brandon, Solange Morales                 |
| 60         | 12        | Drei Wünsche                        | Not All Those Who Wander Are Lost                        | 10. März 2022        | 20. Sep. 2022                         | Michael A. Allowitz    | Brett Matthews, Mark Ryan Walberg               |
| 61         | 13        | Auf der Jagd nach den Göttern       | Was This the Monster You Saw?                            | 31. März 2022        | 20. Sep. 2022                         | Trevor E.S. Juarez     | Brett Matthews, Kimberly Ndombe                 |
| 62         | 14        | Das Manticulum                      | The Only Way Out Is Through                              | 7. Apr. 2022         | 20. Sep. 2022                         | Jeffrey Hunt           | Thomas Brandon, Jose Molina                     |
| 63         | 15        | Die Intervention                    | Everything That Can Be Lost May Also Be Found            | 14. Apr. 2022        | 20. Sep. 2022                         | Brett Matthews         | Brett Matthews                                  |
| 64         | 16        | Ohne dich wäre ich nicht hier       | I Wouldn’t Be Standing Here If It Weren’t For You        | 28. Apr. 2022        | 20. Sep. 2022                         | Jason Stone            | Layne Morgan, Courtney Grace                    |
| 65         | 17        | Wiedersehen in der Vorhölle         | Into the Woods                                           | 5. Mai 2022          | 20. Sep. 2022                         | Jen Derwingson-Peacock | Hannah Rosner, Price Peterson                   |
| 66         | 18        | Die auserwählte Person              | By the End of This, You’ll Know Who You Were Meant to Be | 2. Juni 2022         | 20. Sep. 2022                         | Lauren Petzke          | Thomas Brandon                                  |
| 67         | 19        | Die Schlacht mit dem Götterkönig    | This Can Only End in Blood                               | 9. Juni 2022         | 20. Sep. 2022                         | Jeffrey Hunt           | Benjamin Raab, Deric A. Hughes                  |
| 68         | 20        | Werde bitte nie ein Fremder         | Just Don’t Be a Stranger, Okay?                          | 16. Juni 2022        | 20. Sep. 2022                         | Michael A. Allowitz    | Julie Plec, Brett Matthews                      |

## Rezeption
Johanna Thron von Serienjunkies.de findet Legacies sei, „obwohl es versucht, einen guten Einstiegspunkt in das TVD-Universum zu geben“, „höchstens für Fans der vorigen Sendungen zu empfehlen“. Weiter heißt es, dass „selbst Liebhaber von The Originals“ in dieser Pilotfolge „nicht wirklich auf ihre Kosten“ kommen, da es „kaum eine Handlung“ gebe und „die meisten Figuren recht flach“ blieben.